# Lento Goffi
Lento Goffi (Chiari, 15 de noviembre de 1923 - Brescia, 14 de enero de 2008) fue un poeta, crítico literario y periodista italiano, que desarrolló su labor principalmente en Brescia. Es un exponente de cuarta generación de la línea lombarda.

## Biografía
Nacido en 1923 en el seno de una familia antifascista, asistió al Liceo Arnaldo y se licenció en Humanidades en la Universidad de Milán, para enseñar en algunos institutos de Brescia.
Goffi estaba casado con Elisa Marchina; los dos tuvieron un hijo, Giorgio. Ha publicado, entre otras, en la revista Il Bruttanome; 
Murió en 2008 en una casa de cura para ancianos en Brescia.

## Publicaciones
- 1962: Lunar ietto (Il Bruttanome)
- 1964: Cinque poesie e una prosa (Sigma)
- 1968: Dalla Marca d'Oriente (Scheiwiller)[6]
- 1971: Un'isola, si, con sei incisioni di Franca Ghitti (L.N.C.)
- 1974: Evasivamente flou (Scheiwiller Books)
- 1979: Cronachetta, con sei incisioni di Franca Ghitti (Scheiwiller)
- 1981: Un sabato di febbraio (Società di poesia)[7]
- 1984: L'attimo incolore, con tre acqueforti di Giovanni Repossi (Il Farfengo)
- 1986: Diario per l'assente (Lo Specchio,  Mondadori)
- 1991: L'amata Phegea (La Quadra)
- 1994: Per orbite interne (La Quadra)